# Bought and Paid For
Bought and Paid For é um filme mudo do gênero drama produzido nos Estados Unidos e lançado em 1922. É considerado filme perdido.